# Museu d'Art Currier
El Museu d'Art Currier (Currier Museum of Art) és un museu d'art a Manchester, Nou Hampshire, als Estats Units. Compta amb pintures, arts decoratives, fotografies i escultures europees i americanes. La col·lecció permanent inclou obres de Picasso, Matisse, Monet, O'Keeffe, Calder, Scheier i Goldsmith, John Singer Sargent, Frank Lloyd Wright i Andrew Wyeth. Els programes públics inclouen visites guiades, música clàssica en directe i "Dies de la família" que inclouen activitats per a totes les edats.

## Història
El museu, conegut originalment com a Currier Gallery of Art, va ser fundat el 1929 a partir d'un llegat de l'antic governador de Nova Hampshire Moody Currier i la seva tercera dona, Hannah Slade Currier.
El testament de Currier preveia l'establiment d'un museu d'art, "en benefici i progrés de la humanitat". Encara que no era col·leccionista d'art, el seu finançament va permetre la compra d'una gran quantitat d'art.
Després de la mort de la seva tercera esposa el 1915, es va nomenar un consell d'administració per dur a terme els desitjos dels Currier de construir una infraestructura. Es van acollir múltiples propostes arquitectòniques i el projecte no va ser adjudicat fins al 1926 a la firma novaiorquesa de Tilton and Githens. L'octubre de 1929, la galeria d'art va obrir les seves noves instal·lacions. La primera directora va ser Maud Briggs Knowlton, una de les primeres dones que va ser administradora de museus als Estats Units. L'edifici va ser inscrit al Registre Nacional de Llocs Històrics l'any 1979.
El 1982, es van construir nous pavellons, dissenyats per la firma de Nova York Hardy Holzman Pfeiffer, per acollir les col·leccions, els programes i el personal creixents del museu. El Currier Art Center, seu d'activitats artístiques per a totes les edats, es va traslladar a l'antiga Llar d'Ajuda a la dona el 1998.
El setembre de 2002, la Galeria va canviar el seu nom pel de Museu d'Art Currier, perquè, en paraules del seu aleshores director, "reconeix la veritable missió del Currier i aclareix la nostra funció per als que no ens coneixen".

## Ampliació del museu

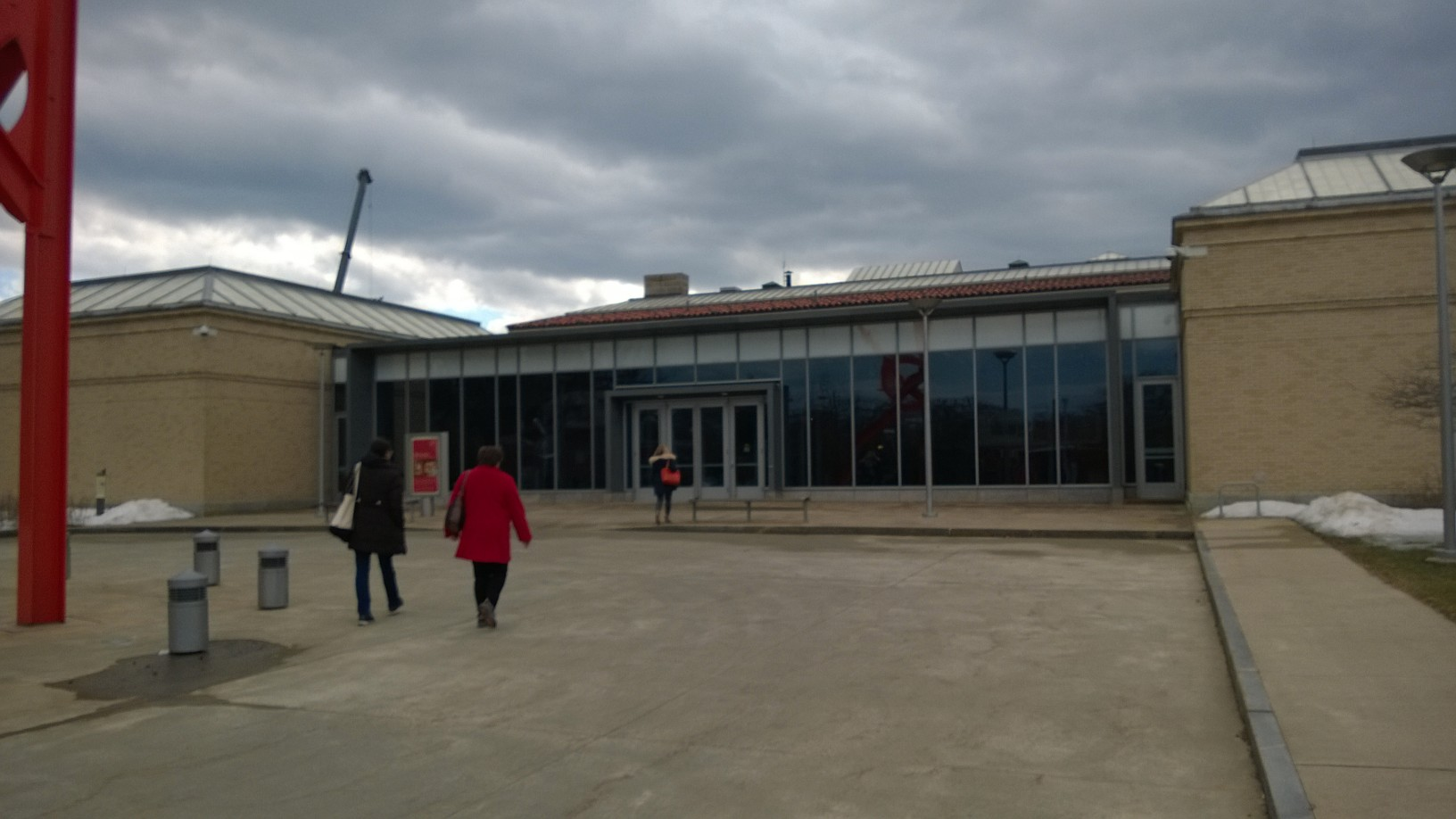
Entrada

El 30 de juny de 2005, com a part de la primera fase de grans renovacions, una empresa de mudances va traslladar la històrica Kennard House, antigament la ubicació de les oficines del museu, de Beech Street a Pearl Street. La casa va ser construïda l'any 1867 a l'estil del Segon Imperi i va ser la llar de diversos industrials rics de la ciutat.
El museu va tancar el juny de 2006 durant l'ampliació (va costar 21,4 milions de dòlars), que va durar 21 mesos. El museu va reobrir al públic tal com estava previst el 30 de març de 2008. L'afegit i les renovacions van rebre el 2008 el premi Design Honor del capítol de Nou Hampshire de l'American Institute of Architects, així com un "Premi People's Choice" de l'AIA.

## Cases de Frank Lloyd Wright

### Casa Zimmerman (1951)

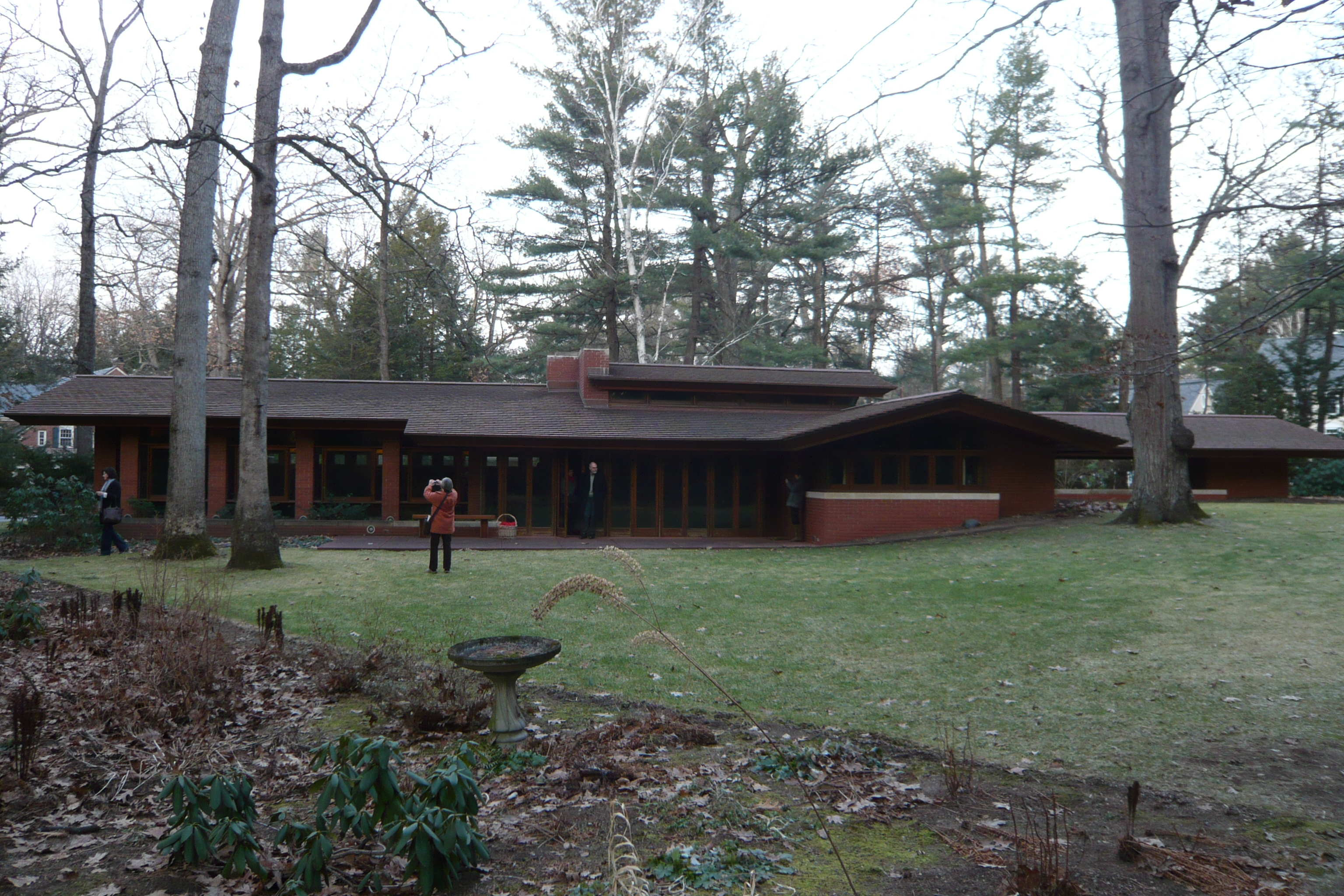
Casa Zimmerman

El museu organitza visites guiades a la propera casa Zimmerman, una casa usoniana dissenyada per Frank Lloyd Wright. Es completa amb el mobiliari original i la col·lecció d'art dels propietaris. La Casa Zimmerman és l'única casa dissenyada per Wright a Nova Anglaterra oberta per a visites públiques, que s'ofereixen de març a desembre.

La casa Isadore J. i Lucille Zimmerman es va construir el 1950. Wright va dissenyar la casa, els interiors, tots els mobles, els jardins i fins i tot la bústia. El 1979, l'edifici va ser inscrit al Registre Nacional de Llocs Històrics. El Dr. i la Sra. Zimmerman van deixar la casa al Museu d'Art Currier el 1988. El 1990 es va obrir al públic perquè els visitants poguessin gaudir d'un món privat dels anys 50 i 60, inclosa la col·lecció única d'art modern, ceràmica i escultura dels Zimmerman. És l'única casa de Wright oberta al públic a Nova Anglaterra i una de les seves cases d'Usonian obertes a tot el país.

### Casa Kalil (1957)
El 2019, el Museu Currier d'Art va adquirir Kalil House, una segona residència privada a Manchester dissenyada per Wright, per 970.000 dòlars. Kalil House és una de les set cases usonianes de vidre i formigó dissenyades per l'arquitecte. Consta de dos dormitoris, dos banys, una cuina i la sala d'estar en forma de L amb zona de menjador.

## Gestió

### Directors
- 1996-2016: Susan Strickler
- Des del 2016: Alan Chong[7]

### Finançament
A la seva mort el 2001, Henry Melville Fuller va deixar el Museu Currier 43 milions de dòlars, la meitat destinats per al fons de compra d'art. El 2012, el pressupost d'adquisició era d'uns 35 milions de dòlars.